# Alexandre Sallès
Alexandre Théophile Sallès (né le 6 septembre 1879 à Vincennes et mort le 1er décembre 1956 à Nouzilly), est un aviateur français qui s'est notamment illustré au Portugal jusqu'en 1914. Il a fait partie de plusieurs escadrilles lors de la Première Guerre mondiale.

## Biographie

### De l'ébénisterie au brevet de pilote
Alexandre Sallès naît à Vincennes le 6 septembre 1879 de Louis Alexandre Sallès, ébéniste, et Marie Aimée Prévost, modiste. Il débute comme ébéniste à Lille puis à Paris. Son métier et sa passion pour l'aviation le font s'intéresser à la fabrication aéronautique.
Alexandre obtient le 1029e brevet de pilote-aviateur délivré par l'Aéro-Club de France le 6 septembre 1912, jour de son anniversaire, à bord d'un Blériot.
Il déclare alors la faillite de son ébénisterie et se consacre à l'aviation. Il est membre de l'association amicale des "Vieilles Tiges" regroupant les pilotes d'avant-guerre (ayant obtenu leur brevet de pilote-aviateur avant le 2 août 1914),.

### Carrière d'aviateur civil

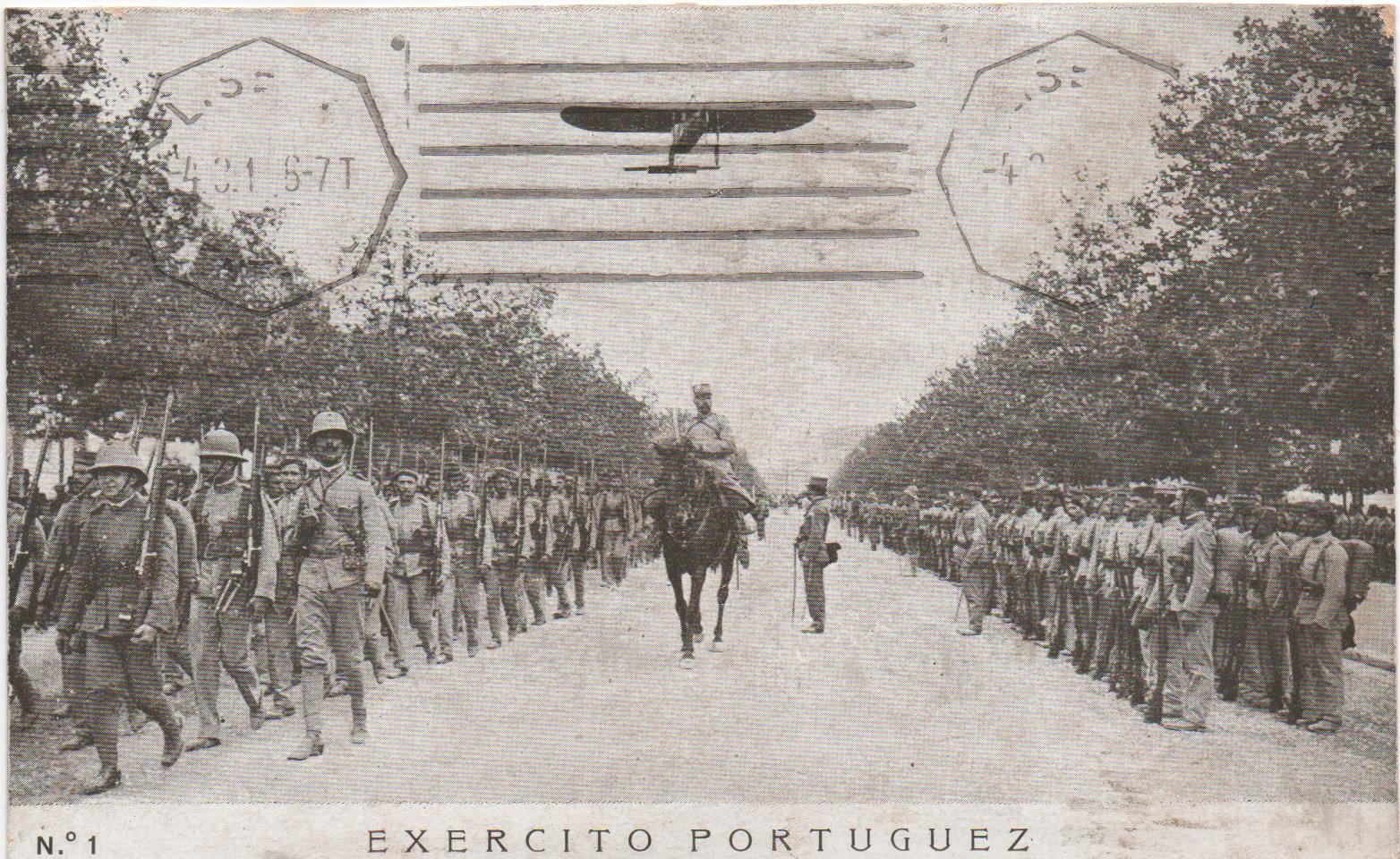
Un Deperdussin survolant les fêtes de Lisbonne

Alexandre Sallès participe à plusieurs meetings en France, fin 1912, notamment à Valenciennes. Ayant plus de chance de financer ses avions à l'étranger, il s'installe au Portugal, pays redouté des aviateurs de l'époque pour ses vents violents et ses orages.
Il survole plusieurs villes portugaises et est le premier à se poser à Amadora à bord de son monoplan Blériot XI, entraîné par un moteur Gnome et Rhône de 50 chevaux. En signe d'attachement à la ville, il baptise son avion "Amadora" et participe à de nombreux meetings à son bord,,. Depuis 1984, l’hélice de l’avion d'Alexandre Sallès fait partie du blason de la ville d’Amadora.
Remarqué par le ministère de la guerre portugais, il est désigné pour effectuer treize vols à bord d'un Deperdussin pendant les fêtes de la ville de Lisbonne en juin 1913. Il participe ensuite au projet de création du Centre National d'Aviation à Cabeção avec l'aviateur Luiz de Noronha. Alexandre doit y exercer en tant que pilote-instructeur mais le projet est interrompu par la Première Guerre mondiale.

### Première Guerre mondiale
Il est appelé lors de la mobilisation générale du 1er août 1914 et affecté à l'escadrille BL9 pour laquelle il réalise des vols d'observation, en décembre 1914, à bord d'un Blériot XI. Il est ensuite détaché à l'École d'aviation militaire de Chartres début 1915 pour se former au pilotage des Farman MF.11. En parallèle, il est correspondant de guerre pour des journaux portugais.
Le caporal Sallès rejoint d'abord l'escadrille MF 52 puis intègre l'escadrille de bombardement de Belfort (MF 29) avec laquelle il réalise plusieurs vols de protection des bombardiers sous le commandement du Capitaine Happe, un as du bombardement surnommé "le diable rouge". Le 20 juillet, désormais sergent, il effectue sa première mission opérationnelle de bombardement, en tant qu'escorte, pour empêcher les trains de débarquer des troupes en gare de Colmar pendant l'attaque de la division sur Münster,.
En août 1915, il tombe malade et est envoyé à l'hôpital en vue de reprendre son poste. Après sa convalescence, l'armée le met à disposition des Ateliers de Monge à Étampes. Il continue ensuite d'exercer en tant que chef d'atelier et pilote d'essai dans divers ateliers.

## Galerie

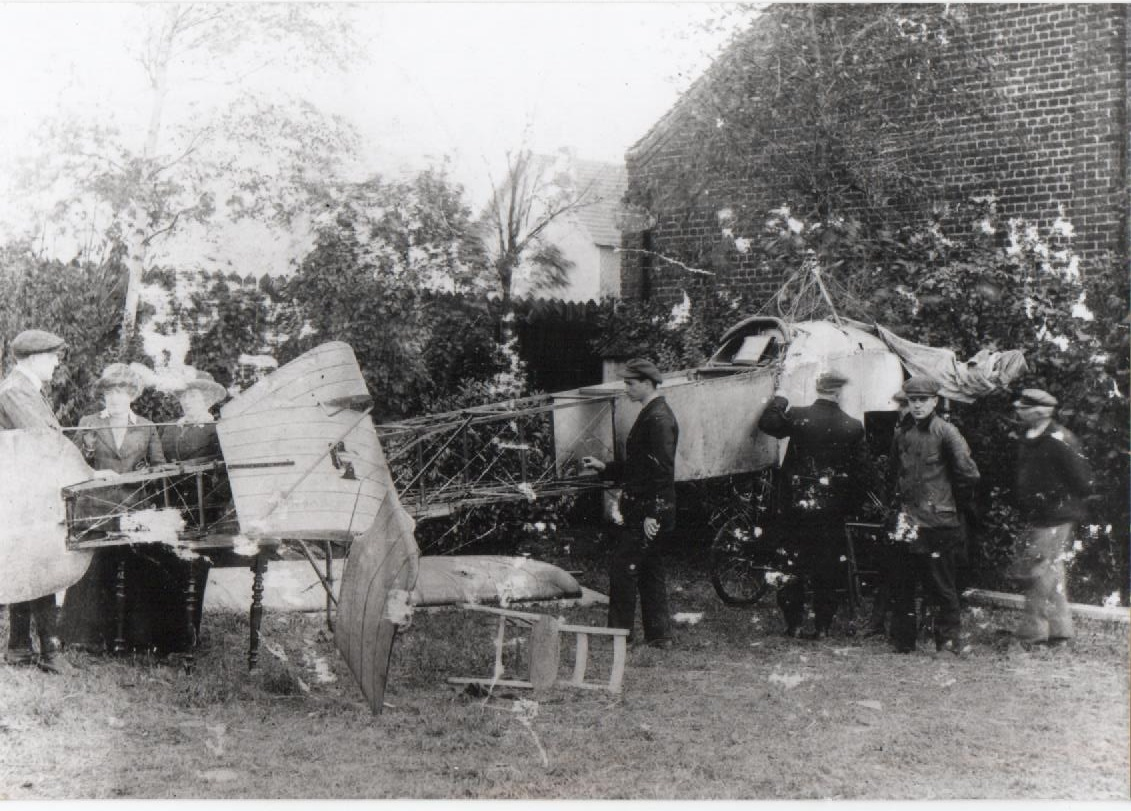
Le Blériot d'Alexandre Sallès, accidenté à Valenciennes
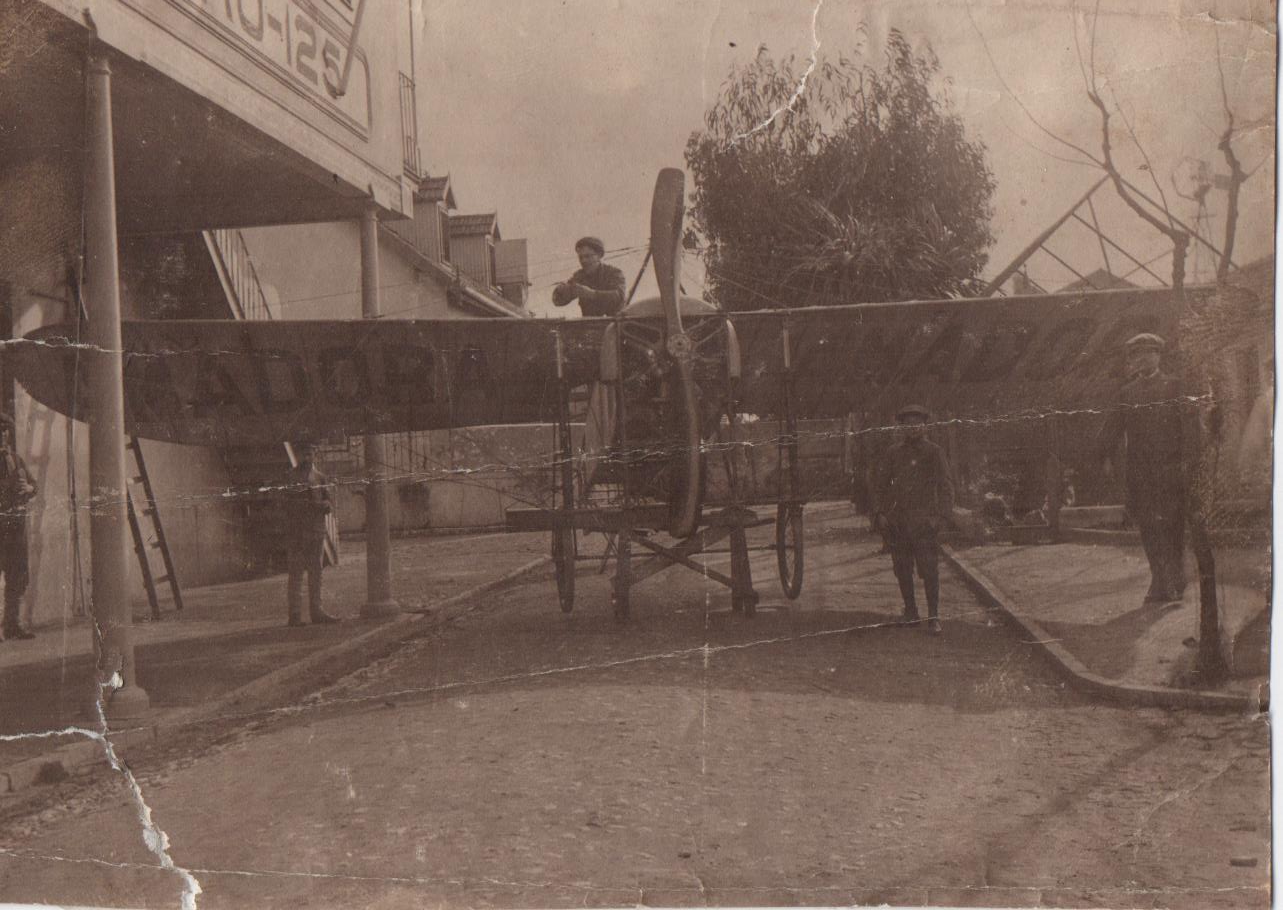
L'Amadora : le Blériot d'Alexandre Sallès
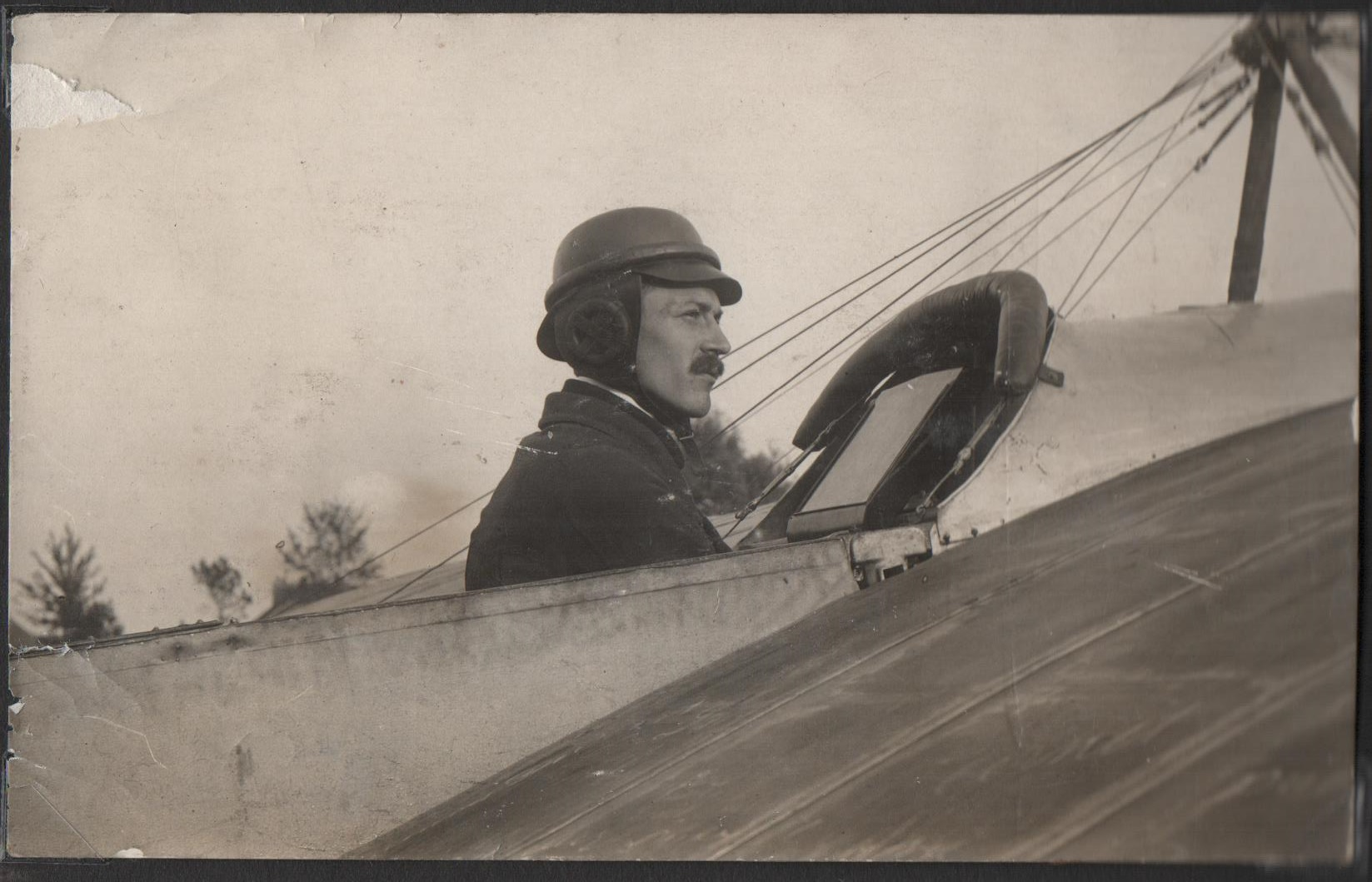
Alexandre Sallès aux commandes de son avion
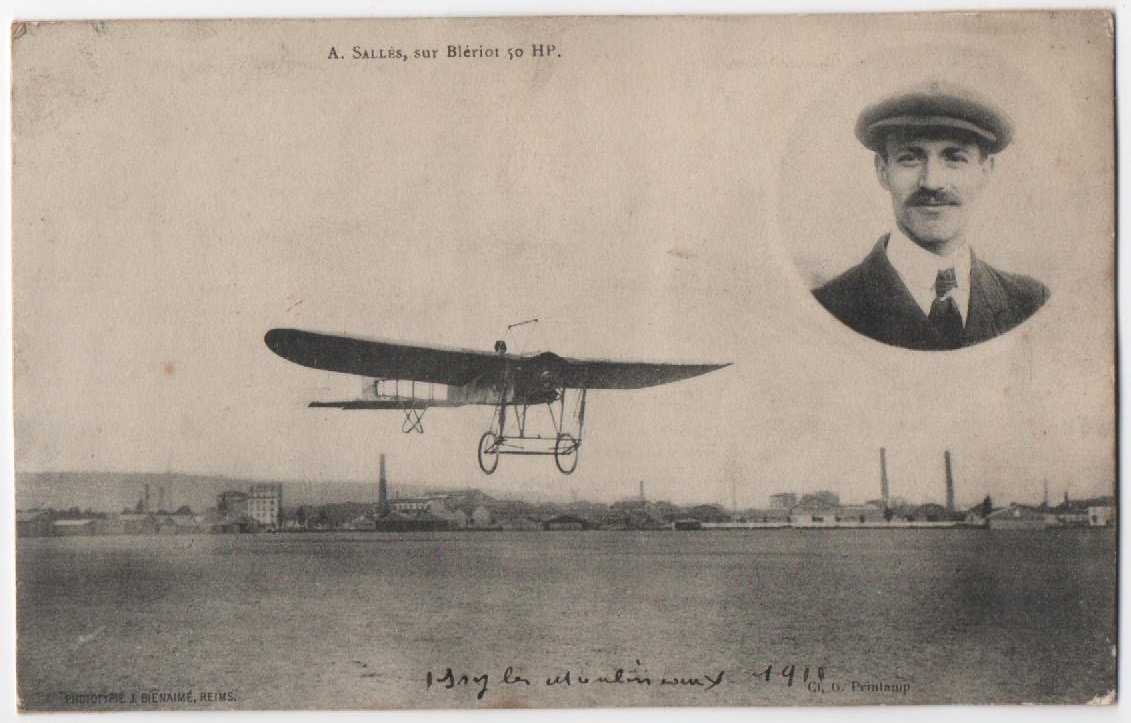
Alexandre Sallès en vol
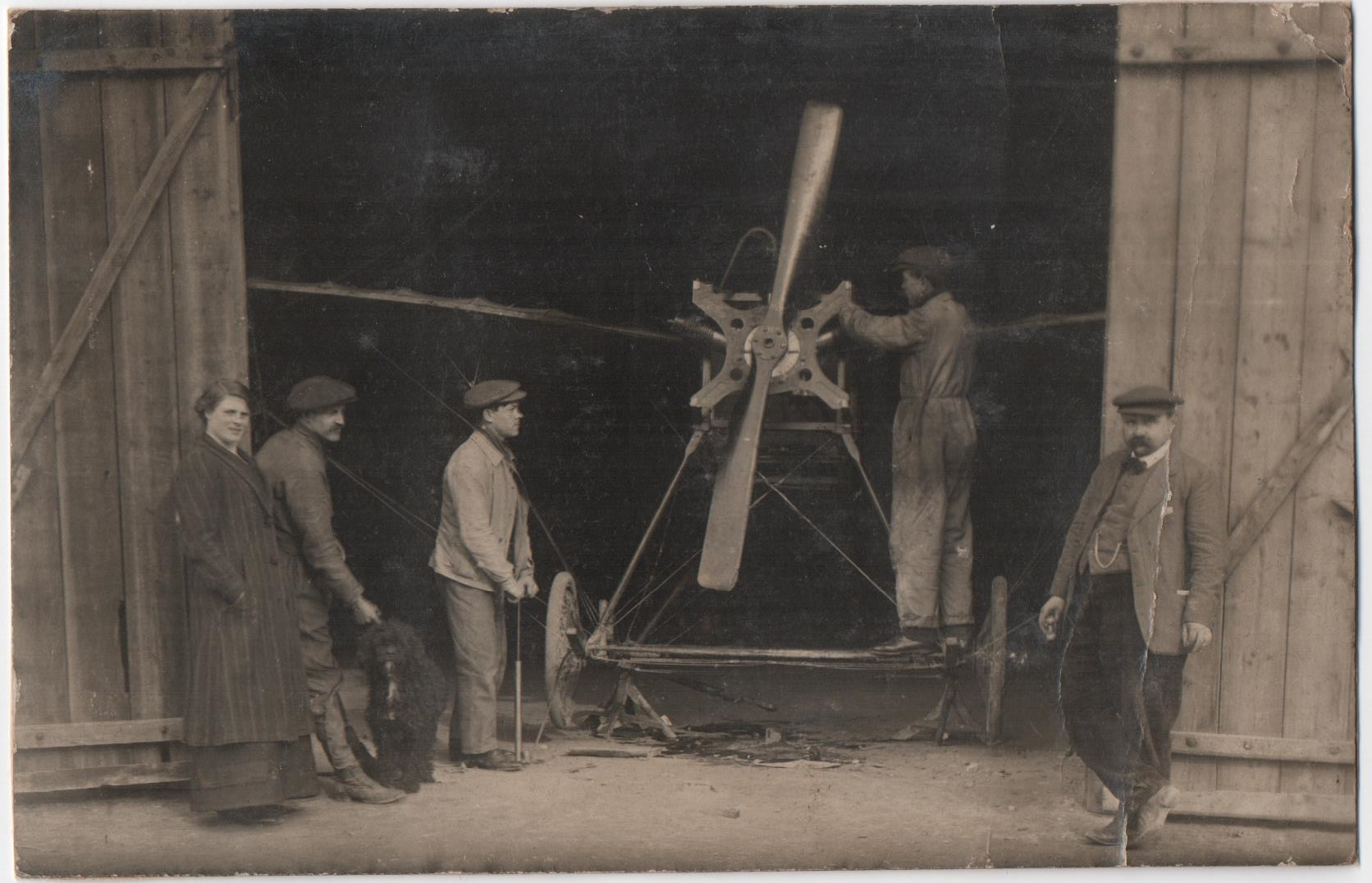
Alexandre Sallès (à gauche) devant un hangar d'avion
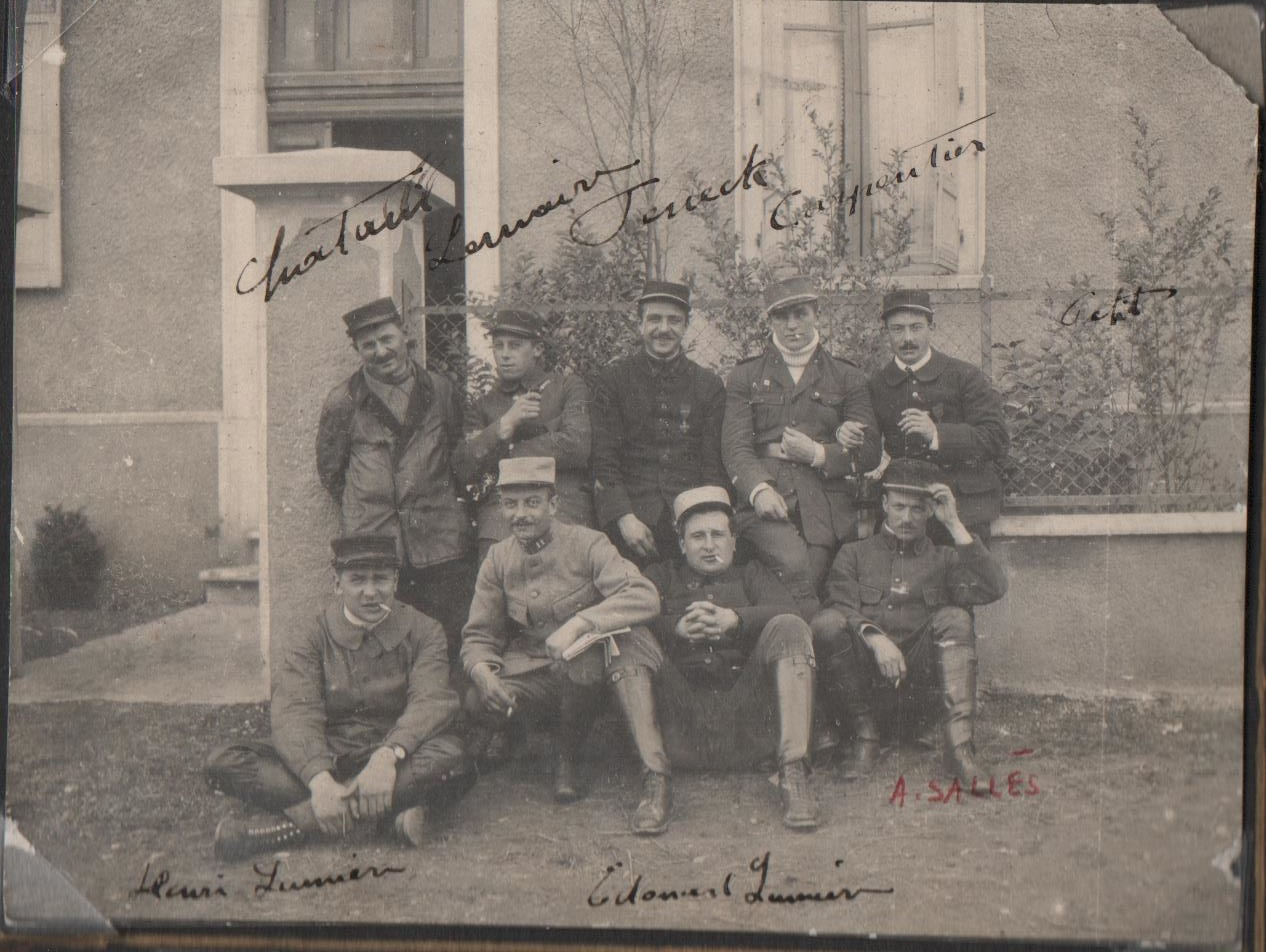
Alexandre Sallès en compagnie d'Édouard et Henri Lumière et de Georges Carpentier